# Jezioro Zabłockiego
Jezioro Zabłockiego, także Staw Zabłockiego – zbiornik wodny w dzielnicy Ursynów w Warszawie.

## Położenie
Jezioro leży po lewej stronie Wisły, w Warszawie, w dzielnicy Ursynów, na obszarze MSI Grabów, w rejonie osiedla Krasnowola, niedaleko ulic Krasnowolskiej i Poloneza. Na południe od jeziora, w bezpośrednim sąsiedztwie znajduje się droga ekspresowa S2. Razem ze stawami Krosno i Kądziołeczka stanowi „pasmo jeziorek Pyrskich”. Leży na obszarze zlewni Kanału Grabowskiego.
Zgodnie z ustaleniami w ramach Programu Ochrony Środowiska dla m. st. Warszawy na lata 2009-2012 z uwzględnieniem perspektywy do 2016 r. jezioro położone jest na wysoczyźnie. Zasilanie i odpływ akwenu mają formę cieku. Powierzchnia zbiornika wodnego wynosi 0,92 hektara. Według numerycznego modelu terenu udostępnionego przez Geoportal lustro wody zbiornika znajduje się na wysokości 101,6 m n.p.m. Identyfikator MPHP to 259241. Jezioro ma połączenie ze Stawem Kądziołeczka poprzez Kanał Krasnowolski.
Nazwa jeziora wywodzi się od jednego z poprzednich właścicieli okolicznych terenów.

## Przyroda
Zgodnie z badaniem z 2004 roku na terenie zbiornika wodnego i w jego okolicach stwierdzono występowanie takich gatunków ptaków jak: perkozek i kaczka krzyżówka.
Jezioro jest zamulone, sukcesywnie wysycha w wyniku obniżania się lustra wód gruntowych, jest też zasypywane. Stanowi jedną z nielicznych pozostałości po zespole jezior wytopiskowych na Ursynowie. Zgodnie ze Studium uwarunkowań i kierunków zagospodarowania przestrzennego gminy Warszawa-Ursynów planuje się rekultywację i zagospodarowanie jeziora. Wśród proponowanych działań znajdują się odtworzenie stawu i pogłębienie średnio o 1,5 m. Zgodnie z Uchwałą Rady m.st. Warszawy z dnia 23 września 2010 r. w sprawie uchwalenia miejscowego planu zagospodarowania przestrzennego Zachodniego Pasma Pyrskiego w rejonie ulicy Krasnowolskiej nakazuje się ochronę jeziora poprzez m.in. zakaz zasypywania, odprowadzania ścieków do jeziora i nakaz rekultywacji.